# Torpedowce typu Năluca
Torpedowce typu Năluca – rumuńskie torpedowce z lat 80. XIX wieku. W 1888 roku we francuskiej stoczni Normand w Hawrze zbudowano trzy okręty tego typu, które w tym samym roku wcielono w skład Marina Regală Română. Z wyjątkiem utraconego podczas I wojny światowej „Smeula” pozostałe jednostki zostały wycofane ze służby w 1919 roku.

## Projekt i budowa
Torpedowce 1. klasy typu Năluca zostały zamówione przez Królestwo Rumunii we Francji i wszystkie powstały w stoczni Normand w Hawrze . Nieznane są daty położenia stępek okrętów, a zwodowane zostały w 1888 roku.
| Okręt    | Stocznia | Wodowanie | Wejście do służby | Los                      |
| -------- | -------- | --------- | ----------------- | ------------------------ |
| „Năluca” | Normand  | 1888      | 1888              | wycofany w 1919          |
| „Sborul” | Normand  | 1888      | 1888              | wycofany w 1919          |
| „Smeul”  | Normand  | 1888      | 1888              | zatonął 16 kwietnia 1917 |

## Dane taktyczno-techniczne
Okręty były niewielkimi torpedowcami o długości całkowitej 36,78 metra, szerokości 3,45 metra i zanurzeniu 0,9 metra . Wyporność normalna wynosiła 56 ton . Jednostki napędzane były przez silniki sprzężone o mocy 540 KM, do których parę dostarczał jeden kocioł lokomotywowy . Prędkość maksymalna napędzanych jedną śrubą okrętów wynosiła 16 węzłów . Okręty zabierały zapas 7 ton węgla .
Na uzbrojenie artyleryjskie jednostek składały się dwa pięciolufowe działka rewolwerowe Hotchkiss M1873 kalibru 37 mm L/17 . Okręty wyposażone były w dwie dziobowe wyrzutnie torped kalibru 356 mm i minę wytykową .
Załoga pojedynczego okrętu składała się z 20 oficerów, podoficerów i marynarzy .

## Służba
Wszystkie torpedowce typu Năluca zostały wcielone do składu Marina Regală Română w 1888 roku . W 1907 roku na dwóch z nich (NMS „Năluca” i NMS „Sborul”) zdemontowano jedno z działek rewolwerowych kalibru 37 mm, instalując w zamian karabin maszynowy kalibru 8,8 mm . Podczas I wojny światowej NMS „Smeul” zatonął u ujścia Dunaju po wejściu na minę 16 kwietnia 1917 roku . Pozostałe okręty zostały wycofane ze służby w 1919 roku .